# Ординация женщин в христианстве
Ординация женщин — возведение женщин в духовный сан с правом предстоять при богослужении и таинствах. Особо дискутируется в протестантских церквях, разделяя их приверженцев на «либералов» и «консерваторов». Острота вопроса связана с тем, что, в отличие от исторических церквей, протестанты не считают себя связанными «традицией» и отстаивают право на самостоятельное толкование Священного Писания. Кроме того, ординация женщин рассматривается некоторыми как следствие протестантского учения о священстве всех верующих.

## Этимология термина «ординация»
Слово «ординация» (лат. ordinatio) — это латинский эквивалент греческого термина «хиротония». Однако этимология этих слов различна. Хиротония (греч. χειροτονία) дословно означает возложение рук, а ординация — приведение в порядок, назначение. Оба термина имеют дохристианские корни. Слово χειροτονία происходит от χείρ (рука) и τείνω (вытягивать, простирать). То есть, дословно χειροτονία — это действие, производимое вытянутой рукой. В Древней Греции слово хиротония означало не только возложение рук, но и голосование путём поднятия руки (то есть избрание). Потому в первые века христианства этот термин имел двоякое значение: он означал как избрание, так и само поставление в священный сан (возложение рук). Известный византийский канонник Иоанн Зонара в своем разъяснении 1-го апостольского правила ясно говорит об этих двух значениях термина «хиротония». Тем не менее, в последующие столетия слово «хиротония» употреблялось почти исключительно для обозначения собственно посвящения в священнослужители (то есть возложения рук).

## Аргументы за и против
Сторонники ординации женщин часто приводят слова апостола Павла, который утверждал, что во Христе половые различия упраздняются (Гал. 3:28). Однако эти слова ап. Павла необходимо читать в контексте. Он утверждает, что «все вы, во Христа крестившиеся» (Гал. 3:27), независимо от национальности, или положения в обществе, или пола, «все вы сыны Божии по вере во Христа Иисуса» (Гал. 3:26).
Кроме того, сторонниками ординации женщин приводится в качестве примера ветхозаветная пророчица Мариам. Однако пророческое служение никак не связано со священническим: Моисей был пророк, но священником он не был. Только его брат, Аарон, был поставлен на служение Богу: «И возьми к себе Аарона, брата твоего, и сынов его с ним, от среды сынов Израилевых, чтоб он был священником Мне» (Исх. 28:1).
В древней церкви существовали служения пресвитерид, диаконисс, вдовиц церковных и девиц-пророчиц (Деян. 21:9). Стоит отметить, что они также не имели священнического рукоположения.
Их служение объясняется Вальсамоном следующим образом: «Упоминая в своих посланиях к Тимофею и Титу (1Тим. 5:2; Тит. 2:3) о пресвитеридах (старицах), апостол Павел между прочим говорит о них, что они должны быть способны учить добру (καλοδιδάσκαλοι, доброучительны). Этим самым апостол Павел указывает на обязанность пресвитерид исполнять в определенных границах учительское дело в церкви. Эти границы мы указываем в толковании 70 правила трулльского собора. Сообразуясь с ними, они не могли исполнять проповеднического дела, т.е. публично проповедовать в церкви, но они могли исполнят катихизаторские обязанности вне церкви».
В Апостольских постановлениях о служении диаконисс сказано: «Диаконисса не благословляет, но и ничего не совершает из того, что делают пресвитеры или диаконы: она стережет двери и служит пресвитерам при погружении женщин, для благоприличия» (VIII, 28).
Противники говорят, что упразднение половых различий носит сотериологический, а не функциональный характер, и приводят в качестве контраргумента другие слова апостола Павла, в которых тот запрещает женщинам говорить в церквях (1Кор. 14:34), а также учить и властвовать над мужчинами (1Тим. 2:12) — со ссылкой на порядок творения и преимущественную вину Евы в грехопадении. Отмечается также тот факт, что, говоря о степенях служения в Церкви, апостол упоминает о епископах/пресвитерах и диаконах исключительно в мужском роде (1Тим. 3:2; 1Тим. 3:11), и что, согласно первоначальному Божьему замыслу, женщина была сотворена как помощница мужчины (Быт. 2:18). То есть женщины в Церкви всегда исполняли только социальное служение.

## Практика
Первой женщиной, рукоположённой в священнический сан в Англиканской церкви (для прихода в Макао), была китаянка Флоренс Ли (1944). При этом в самой Великобритании англиканские женщины-пасторы появились лишь в 1994 году. Первая ординация женщин в лютеранские пасторы была произведена в Церкви Дании в 1948 году. Церковь Швеции впервые рукоположила трех женщин (Маргит Сахлин, Элисабет Дьюрле и Ингрид Перссон) на пасторское служение в 1960 году (решение о допустимости женских ординаций было принято в 1958 году). В 1962 году её примеру последовала Церковь Норвегии. В 1974 году Эйдур Эйр Вильхьяльмсдоттир стала первой женщиной-пастором в Церкви Исландии (приход Сюдюрейри). В 1988 году первые женщины были ординированы в Лютеранской церкви Финляндии.
Сегодня практика ординации женщин в епископы принята в некоторых лютеранских, реформатских, англиканских и других церквях, например:
- Евангелическая церковь Германии (объединение лютеранских и реформатских общин): Мария Йепсен, Маргот Кессман
- Евангелическо-лютеранская церковь Финляндии (лютеранство): Ирья Аскола.
- Епископальная церковь (англиканство): Кэтрин Шори, Мэри Глэсспул
- Церковь Швеции (лютеранство): Ева Брунне, Антье Якелен
- Церковь Норвегии (лютеранство): Розмари Кён (Rosemarie Köhn)

Также практика ординации женщин принята в некоторых баптистских, методистских, пресвитерианских, старокатолических, пятидесятнических и харизматических деноминациях, в том числе и в России.